# Sông Èvre
Sông Èvre là một con sông dài 92 km ở phía tây Pháp, là chi lưu trái của sông Loire. Sông bắt nguồn tại Vezins, 1,5 km (0,93 mi) về phía đông bắc. Sông này chảy vào sông Loire tại Le Marillais, 3 km (1,9 mi) về phía đông.
Sông Èvre chảy qua các thị trấn sau thuộc tỉnh Maine-et-Loire, từ nguồn đến cửa sông: Vezins, La Tourlandry, Trémentines, Le May-sur-Èvre, La Jubaudière, Jallais, La Poitevinière, Beaupréau, La Chapelle-du-Genêt, Le Fief-Sauvin, Montrevault, Saint-Pierre-Montlimart, Saint-Rémy-en-Mauges, La Boissière-sur-Èvre, La Chapelle-Saint-Florent, Botz-en-Mauges, Saint-Florent-le-Vieil, Le Marillais